# 미생물군유전체
미생물총(영어: microbiota) 또는 미생물군유전체(영어: microbiome)는 미생물 집단 전체의 유전체 총합을 말한다. 이것은 환경이나, 사람 소화기관, 피부, 공기등에 존재하는 모든 미생물의 유전체를 무작위로 메타게놈방식(군유전체방식)으로 시퀀싱하여 정보를 생산하는 시대에 탄생한 용어와 정보체를 말한다.

## 같이 보기
- 생물 군계
- 프로바이오틱